# Estigmenida robusta
Estigmenida robusta är en skalbaggsart som beskrevs av Stefan von Breuning 1940. Estigmenida robusta ingår i släktet Estigmenida och familjen långhorningar. Inga underarter finns listade i Catalogue of Life.